# Albert Joseph Moore
Albert Joseph Moore (ur. 4 września 1841 w Yorku, zm. 25 września 1893 w Londynie) – angielski malarz wiktoriański tworzący w nurcie akademizmu i estetyzmu.

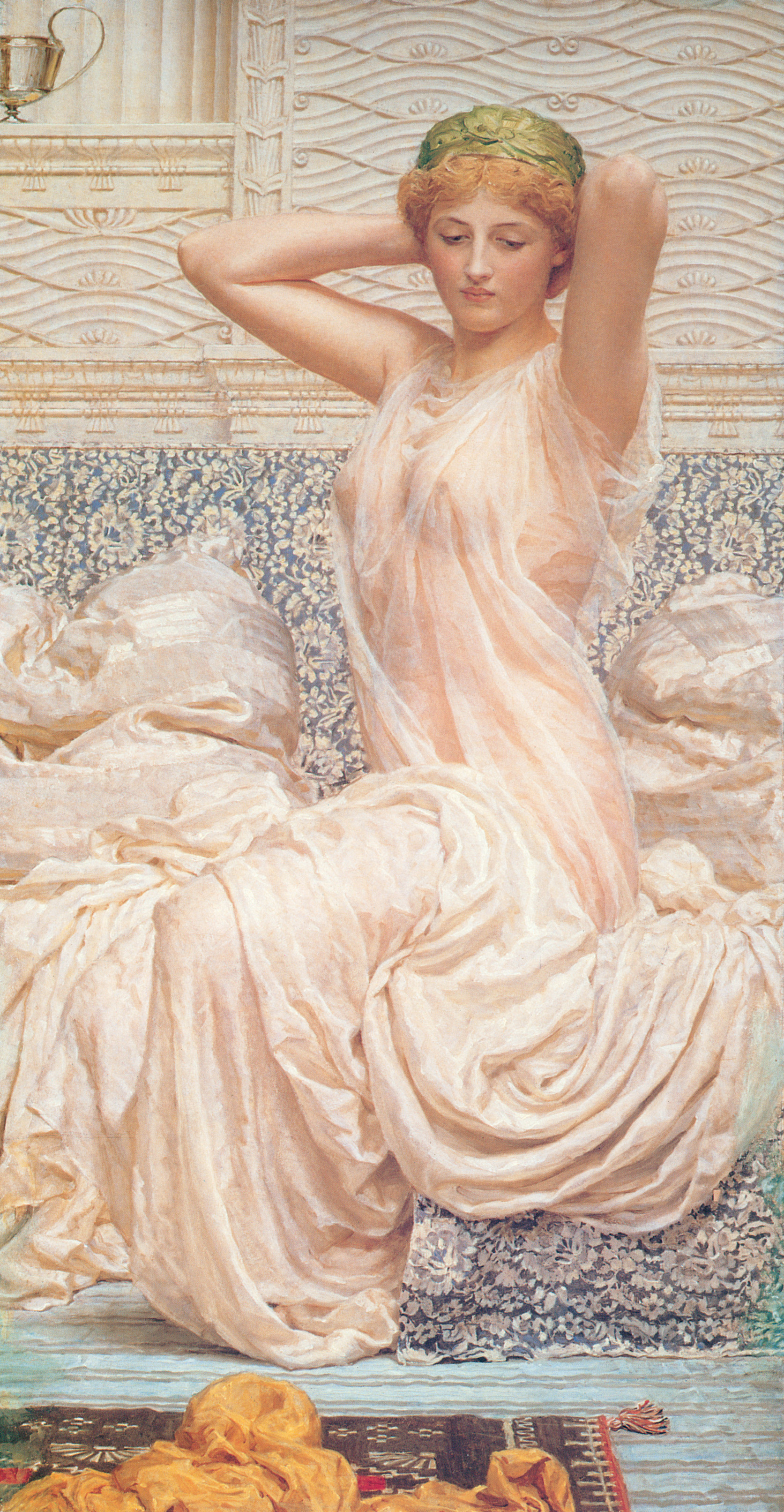
Albert Joseph Moore – Silver

Urodził się jako najmłodsze z 14 dzieci malarza Williama Moore'a. Uczył się w Kensington Art School i Royal Academy. Wytworzył własny styl – jego dzieła osadzone w tematyce starożytnej (Rzym, Grecja) cechowała wysublimowana estetyka i dbałość o szczegóły. Wystawiał w Royal Academy i Galerii Grosvenor, jego przyjacielem był amerykański malarz James McNeill Whistler.
Moore prowadził życie ekscentryka w domu pełnym zwierząt. Zmarł przedwcześnie na chorobę nowotworową.
Również jego starszy brat Henry Moore był znanym malarzem pejzażystą.